# Ricky Wilson (cantante)
Ricky Wilson, nome d'arte di Charles Richard Wilson (Keighley, 17 gennaio 1978), è un cantautore e musicista britannico, frontman del gruppo musicale dei Kaiser Chiefs.
Già membro della band dei Runston Parva, poi divenuti Parva, entrò a far parte dei Kaiser Chiefs nel 2003. Il 19 settembre 2013 è stato inserito nel cast del programma televisivo The Voice UK in veste di vocal coach. In questo ruolo ha vinto sia la quarta sia la quinta edizione dello show, unico vocal coach a riuscire nella vittoria in due edizioni di fila del programma. Nel 2016 Wilson ha lasciato la trasmissione, dopo il trasferimento del programma su ITV.

## Biografia
Nato a Keighley, nel West Yorkshire, figlio di Glynne e del produttore musicale Geoff Wilson, ha un fratello, James. Ha studiato a Leeds, frequentando la scuola elementare Ghyll Royd, la Leeds Grammar School e poi la Leeds Metropolitan University, dove nel 2000 si è diplomato in arti grafiche e design, per poi completare gli studi al Leeds College of Art con la laurea in arte e design. ha poi insegnato al Leeds College of Art and Design per un anno, prima che la band raggiungesse il successo.

## Carriera musicale e televisiva
Insieme a Nick Hodgson e Andrew White, Wilson costituisce il gruppo musicale dei Runston Parva, riformatosi qualche tempo dopo come Parva, con l'ingresso degli amici Simon Rix e Nick "Peanut" Baines, reduci dal percorso universitario. La band ottiene un contratto discografico con la Mantra Recordings e pubblica il disco 22 e i primi tre singoli, ma l'etichetta fallisce di lì a poco. La band decide dunque di riformarsi con un altro nome, Kaiser Chiefs, con l'intenzione di ottenere un altro contratto discografico. Sotto la guida manager James Sandom, il gruppo viene ingaggiato dalla B-Unique Records.
Il 19 settembre 2013 viene chiamato a ricoprire il ruolo di vocal coach per il talent show The Voice UK, dove rimpiazza Danny O'Donoghue. Affianca will.i.am, Tom Jones e Kylie Minogue, subentrata a Jessie J. Durante il programma, Katy B compare come mentore della squadra di Wilson. nella quarta edizione di The Voice UK, viene affiancato da Tom Jones, will.i.am e Rita Ora. Il 4 aprile 2015 viene nominato vocal coach vincitore grazie al successo di Stevie McCrorie decretato dal voto del pubblico. Nel 2016 Wilson affianca ancora will.i.am e i nuovi coach Boy George e Paloma Faith. Il 9 aprile 2016 si aggiudica per la seconda volta la palma di miglior vocal coach grazie alla vittoria di Kevin Simm, divenendo in tal modo il primo a riuscire nel doppio successo. Lascia lo show prima del trasferimento del programma su ITV.
Nel 2020 presenta un episodio del programma Celebrity Supply Teacher, serie della CBBC.
Nel 2021 conduce una propria trasmissione in onda su CBCC, intitolata Ricky Wilson's Art Jam. Nello stesso anno è nel cast del programma televisivo Dodo, in onda su Sky Kids nel Regno Unito.
Nel 2022 è il presentatore della serie della CBBC Britain's Best Young Artist insieme a Vick Hope.

## Carriera radiofonica

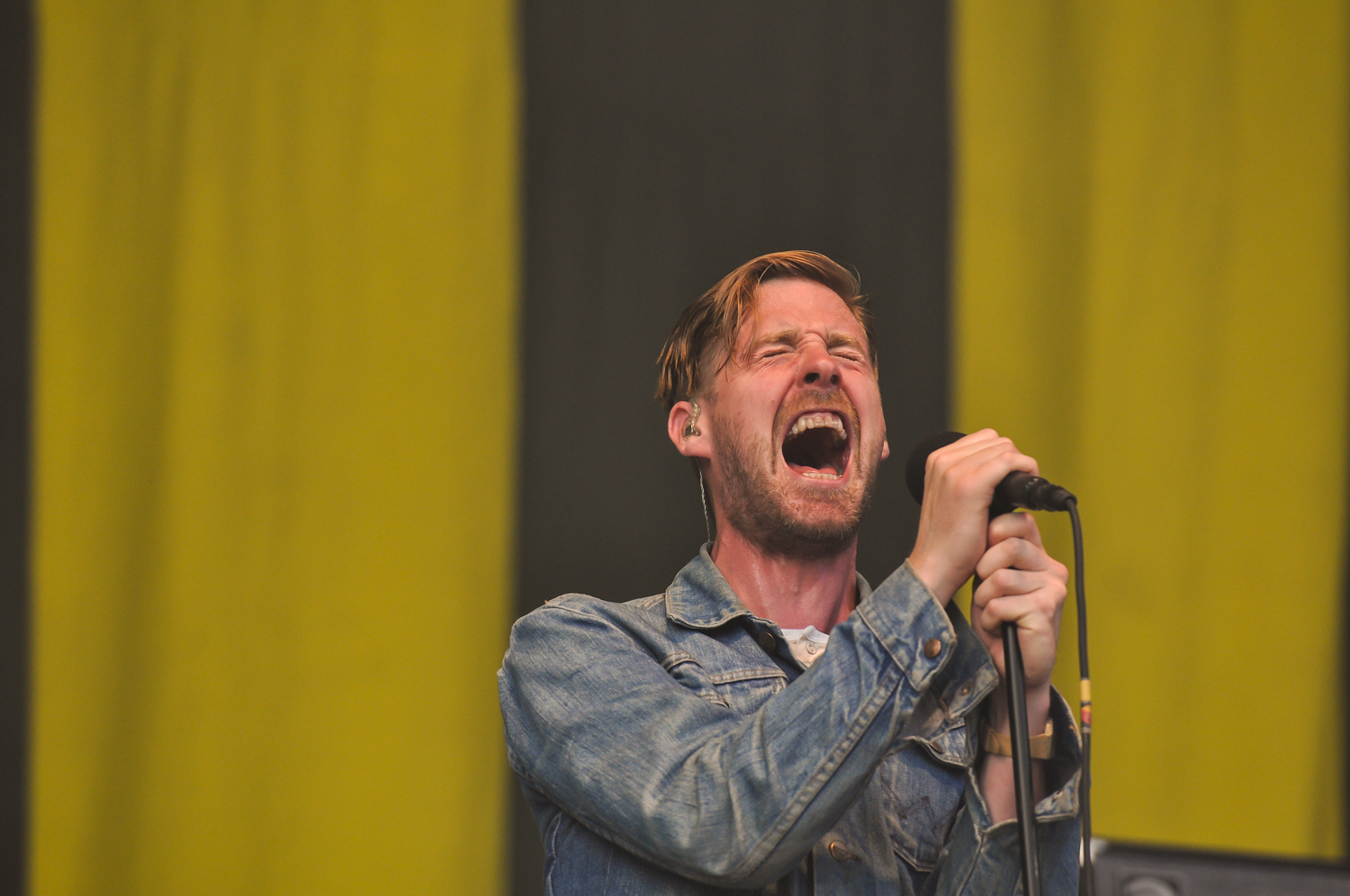
Wilson in concerto con i Kaiser Chiefs nel luglio 2013

Nel 2005 e nel 2006 co-conduce Never Mind the Buzzcocks, in onda su BBC Two. Compare nel programma televisivo Shooting Stars nel 2009. Nel 2008 è ospite del talent show comico Peter Kay's Britain's Got the Pop Factor... and Possibly a New Celebrity Jesus Christ Soapstar Superstar Strictly on Ice, condotto da Peter Kay, in un duetto con Geraldine McQueen. Nel film St.Trinian's 2 - La leggenda del tesoro segreto (2009) interpreta la rock star fidanzata di Roxy, personaggio interpretato da Sarah Harding.
Dal novembre 2012 al gennaio 2013 interpreta Artilleryman nel musical Jeff Wayne's Musical Version of The War of the Worlds – The New Generation. Wilson e il bassista dei Kaiser Chiefs Simon Rix hanno composto ed eseguito la sigla della serie televisiva Zig and Zag. Nel settembre 2015 inizia a collaborare con Radio X, per cui conduce Sunday Morning Show dalle ore 11 alle ore 14.
Nell'ottobre 2015 viene scelto come conduttore del programma Bring the Noise, in onda su Sky 1, insieme a Nicole Scherzinger, Joel Dommett, Tinie Tempah e Katherine Ryan. Nell'aprile 2016 la rete annuncia la cancellazione del programma dopo una sola stagione.
Nel 2017 compare come ospite in The Grand Tour, programma di motori presentato da Jeremy Clarkson, Richard Hammond e James May.
Nel 2018 diviene proprietario dell'etichetta MAS Records insieme a Robert Plant.
Nel 2020 lancia, in coppia con il disc jockey britannico Tony Blackburn, una serie di podcast dal titolo Ricky and Tony's Pop Detectives. Nella trasmissione, che sulla scia del successo ottenuto viene prodotta in due serie, i due cercano di capire se le voci su alcune pop star abbiano fondamento o no.
Dal 9 gennaio 2023 è tra i conduttori di Virgin Radio Drivetime, in onda su Virgin Radio UK, insieme a Chris Evans, Eddy Temple-Morris e Jayne Middlemiss.

## Vita privata
Durante i primi tempi dei Kaiser Chiefs, diviene noto per il look caratterizzato da giacche, gilet, jeans con risvolti e infradito, aspetto che gli vale il premio "Persona meglio vestita" agli NME Awards del 2006. In seguito adotta uno stile più casual.
È conosciuto per la forte presenza scenica: durante le esibizioni dal vivo è solito muoversi molto per tutto il palco, arrampicarsi sui riflettori, sulle torrette e sulle barriere di sicurezza e venire a contatto diretto con il pubblico, mischiandosi tra la folla. Durante un concerto in Portogallo ha riportato un infortunio ai legamenti della caviglia.
Nel maggio 2006, a Leeds, è stato investito da un'auto mentre attraversava la strada sulle strisce pedonali, riportando ferite e la rottura di una costola nello scontro con il veicolo.
È un sostenitore di Amnesty International e della musicoterapia Nordoff-Robbins.